# 张毅君 (游戏制作人)
张毅君（1972年7月—），別名工长君，游戏策划人，前任上海烛龙信息科技有限公司总经理。

## 生平
工长君从事游戏开发行业已有20年时间，参与研制的游戏20款。曾就任台湾光画科技企划、台湾光谱资讯主企划、台湾大宇资讯狂徒小组企划、大宇北京软星企划总监。2001年，工长君為上海软星一員，担任上海软星的副总经理、项目监制和企划总监。
2007年暑期从上海软星离职后，张毅君加入了上海烛龙，带领团队研发推出《古剑奇谭》系列游戏。
2014年9月2日离开上海烛龙。

## 研发经历
- 1994年 全崴资讯：SLG 皇帝 原案
- 1996年 光画科技：STG 钢铁战场 企划
- 1997年 光谱资讯：RTS 移民计划2 企划
SLG 电视梦工厂 执行企划
- 1999年 大宇资讯：SLG 疯狂摇摇杯 执行企划
- 2000年 北京软星：SLG 仙剑客栈 企划总监
PUZ 大富翁6 企划总监
卡片网游 网络三国牌 企划总监
- 2001年 上海软星：RPG 仙剑奇侠传三 监制
RPG 仙剑奇侠传三外传 监制
RPG 仙剑奇侠传四 监制
MMO网游 仙剑online Ⅱ 监制
RPG 阿猫阿狗2 监制
射击网游 阿猫阿狗大作战OLG 监制
RTS 汉朝与罗马 企划总监
- 2007年 上海烛龙：RPG 古剑奇谭 监制
网页网游 商战•飞黄腾达 监制
小说 古剑奇谭•琴心剑魄 监修
小说 神渊古纪•峰烟绘卷 监修
RPG 古剑奇谭2

- 2025年 剑心雕龙 制作人[3]